# Xylophragma
Xylophragma é um género botânico pertencente à família Bignoniaceae.

## Sinonímia
- Rojasiophytum

### Espécies
| - Xylophragma heringerianum - Xylophragma heterocalyx - Xylophragma myrianthum - Xylophragma pratense | - Xylophragma seemanniana - Xylophragma seemannianum - Xylophragma xanthophyllum |